# Пантаєва Ірина Владленівна
Ірина Владленівна Пантаєва (нар.. 31 жовтня 1967, Улан-Уде) — модель та акторка.

## Життєпис
Ірина Владленівна Пантаєва народилася 1967 року в Улан-Уде Бурятської АРСР, СРСР). Вона бурятка за національністю, донька бурятського композитора Владлена Пантаєва. Мати Ірини Тетяна працювала у Бурятському театрі драми костюмером, а дід був спадковим шаманом.
Ірина почала працювати моделлю 1988 року в Улан-Уде у співпраці з модельєром Ларисою Дагдановою.
1989 року Ірина стала переможницею першого конкурсу краси в Бурятії — «Міс Улан-Уде». У тому ж році вона поїхала до Москви для участі в кінопробах, а потім і зйомках фільму «Повернення Ходжи Насреддіна». Пізніше Ірина працювала в Театрі моди авангардного дизайнера Ірини Молчанова, а 1991 року взяла участь у першому великому показі мод для неї — Московському показі П'єра Кардена. У 1992 році Пантаєва поїхала до Парижа. У Франції, практично не знаючи мови, змогла зустрітися з Карлом Лагерфельдом, розпочавши успішну кар'єру фотомоделі. У 1994 році Ірина переїхала до Нью-Йорка, де продовжила працювати моделлю, і знялася у фільмі «Смертельна битва 2: Знищення» у ролі Джейд, в епізодичних ролях у фільмах «Знаменитість» Вуді Аллена, а також « Зразковий самець» та «Потрібні» люди", як гостя — у «Третій планеті від Сонця». Також грала в Бродвейській постановці Jewtopia.
Ірина закінчила театральний факультет Нью-Йоркського університету. У 1998 році вона написала автобіографію Siberian Dream: A Memoir, опубліковану видавництвом Avon/Bard .
З'являлася на обкладинках багатьох журналів мод, у тому числі Vogue. Брала участь у показах Yves Saint Laurent, Anna Sui, Vivienne Westwood, Prada, Marc Jacobs, Issey Miyake, Donna Karan, Calvin Klein, Ralph Lauren, Kenzo, Vivienne Tam та багатьох інших дизайнерів. Була обличчям рекламних кампаній Calvin Klein, GAP, Kenzo, Missoni, Levi's Jeans, Vivienne Westwood та багатьох інших торгових марок.

## Особисте життя
1989 року в Ірини народився син Руслан. 1994 року вона вийшла заміж за латвійського фотографа Роланда Левіна, від якого 2003 року народила сина Солонго. У 2008 році Ірина та Роланд розлучилися.

## Фільмографія
| Рік  |   | Українська назва            | Оригінальна назва            | Роль              |
| ---- | - | --------------------------- | ---------------------------- | ----------------- |
| 1989 | ф | Повернення Ходжи Насреддіна | Возвращение Ходжи Насреддина | Кутлуг-Туркан Ага |
| 1997 | ф | Ризик для свідка            | Testimone a rischio          | жінка             |
| 1997 | ф | Смертельна битва: Знищення  | Mortal Kombat: Annihilation  | Джейд             |
| 1998 | с | Поліцейські під прикриттям  | New York Undercover          | Ізабель           |
| 1998 | с | Третя планета від Сонця     | 3rd Rock from the Sun        | Габріелла         |
| 1998 | ф | Знаменитість                | Celebrity                    | супермодель       |
| 2000 | с | Нормал, Огайо               | Normal, Ohio                 | Ліза              |
| 2001 | ф | Зразковий самець            | Zoolander                    | Ірина             |
| 2001 | ф | Втеча із Ґулага             | So weit die Füße tragen      | Ірина             |
| 2002 | ф | Потрібні люди               | People I Know                | реєстраторка      |